# Ching-tu (albedo)
Ching-tu  è una caratteristica di albedo della superficie di Titano.